# Palazzo Tyzenhaus
Il palazzo Tyzenhaus (in lituano Tyzenhauzų rūmai) è un palazzo del XVIII secolo situato nella città di Vilnius, la capitale della Lituania.

## Storia
Le fonti storiche del 1579 menzionano un edificio gotico presente nello stesso luogo che, tuttavia, in seguito andò in disuso e poi in rovina. Intorno al 1765, il sito fu acquistato da Antoni Tyzenhaus (Antanas Tyzenhauzas in lituano), tesoriere della Lituania, starosta di Hrodna e intimo confidente del re polacco Stanislao II Augusto Poniatowski. Personalità notevole dell'epoca, Tyzenhauz era un gestore dei terreni reali nel Granducato di Lituania e responsabile di un importante sforzo di industrializzazione nell'area di Hrodna. All'inizio degli anni 1770 ordinò la costruzione di un nuovo palazzo in stile classico.

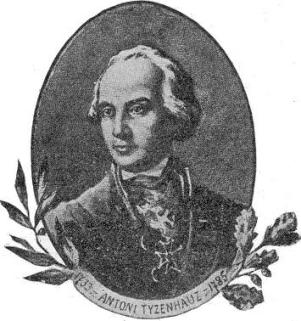
Antoni Tyzenhaus, il committente del palazzo: a lui si deve il nome

La casa è stata probabilmente costruita dall'architetto veneziano Giuseppe de Sacco. Dopo che Tyzenhaus fallì nel suo incarico e fu licenziato nel 1777, il palazzo cadde in disuso. Dopo la morte di Tyzenhaus nel 1785, la struttura passò alla vedova del generale Fitinhof, la quale ne entrò materialmente in possesso nel 1789 e ne ordinò la ricostruzione e la ristrutturazione l'anno successivo. Il lavoro è stato molto probabilmente eseguito dall'architetto e professore di origine tedesca presso l'Accademia dei Gesuiti di Vilna Martin Knakfuss. Furono aggiunte le nuove facciate semplicistiche e si costruì la cosiddetta sala d'argento. Dopo la ricostruzione, il palazzo aveva 30 sale e 16 stanze più piccole ed era una delle più grandi residenze aristocratiche della Lituania. Nel 1807, Mikołaj Szulc commissionò un altro riammodernamento, dopodiché anche all'interno toccò la stessa sorte e al palazzo fu aggiunta una nuova scala.
Nonostante ciò, nel XIX secolo l'edificio cadde ancora una volta in disuso e fu parcellizzato tra vari negozi e magazzini: molte porte e finestre furono aggiunte al piano terra e la parte lussuosa del palazzo si deteriorò. All'inizio del XX secolo il palazzo fu acquistato da E. Bortkiewicz, che ordinò la ricostruzione del secondo piano. Successivamente, dopo che la città di Vilnius divenne parte della Polonia nel 1922, il 2º e il 3º piano furono nuovamente ricostruiti per ospitare l'hotel Sokołowskiego, dal nome del suo proprietario. Durante i bombardamenti tedeschi di Vilnius avvenuto nel corso della campagna di Polonia, l'edificio riportò gravi danni; come se non bastasse, l'operazione Ostra Brama nel 1944 aggravò la situazione e lasciò meno intaccati solo le cantine, il piano terra e le pareti esterne. A differenza di molti edifici su via Vokiečių, il palazzo subì dei lavori nel 1945. Nel 1957 la ricostruzione totale del palazzo fu guidata da Algimantas Umbrasas. Come la maggior parte degli edifici dell'epoca, fu ricostruito dalle autorità sovietiche per ospitare piccoli appartamenti: ciò era dovuto alla carenza di spazio a Vilnius, causata dalla distruzione di una grande quantità di abitazioni residenziali. Si aggiunse un quarto piano, ma questo appare invisibile dall'esterno.
Dopo che la Lituania ha riacquistato la sua indipendenza, il centro storico di Vilnius è diventato un luogo prestigioso e molti degli occupanti del palazzo hanno colto l'occasione per vendere i loro appartamenti a caro prezzo. Dei 40 appartamenti ricavati dal palazzo, la maggior parte attualmente funge da uffici o negozi.

## L'edificio
Il palazzo ha tre piani che danno sulla strada e quattro sul lato cortile: quest'ultimo, in basso, è completamente recintato dall'edificio ed è accessibile tramite 2 cancelli, uno su ciascuna delle strade adiacenti. Il palazzo è di forma trapezoidale e il lato sulla strada presenta un alto sottotetto. Ha una cantina gotica su 2 livelli, attualmente inutilizzata. Uno degli elementi più interessanti individuabili risultano le sculture, immediatamente visibili sotto l'attico sul lato della strada e con alcuni bassorilievi. Le stanze sui lati dell'edificio che si affacciano sulla strada sono in due file: ogni stanza ha finestre che si aprono sia sulla strada sia sul cortile, mentre le pareti che si affacciano sul cortile sono più strette. L'attico era inutilizzato in seguito alla ricostruzione dopo la seconda guerra mondiale, ma è stato adibito a uso commerciale dalla dissoluzione dell'Unione Sovietica.

## Indirizzo
Si trova all'angolo di due strade e ha due indirizzi:
- Via Vokiečių 28
- Via Trakų 17